# Scala 0

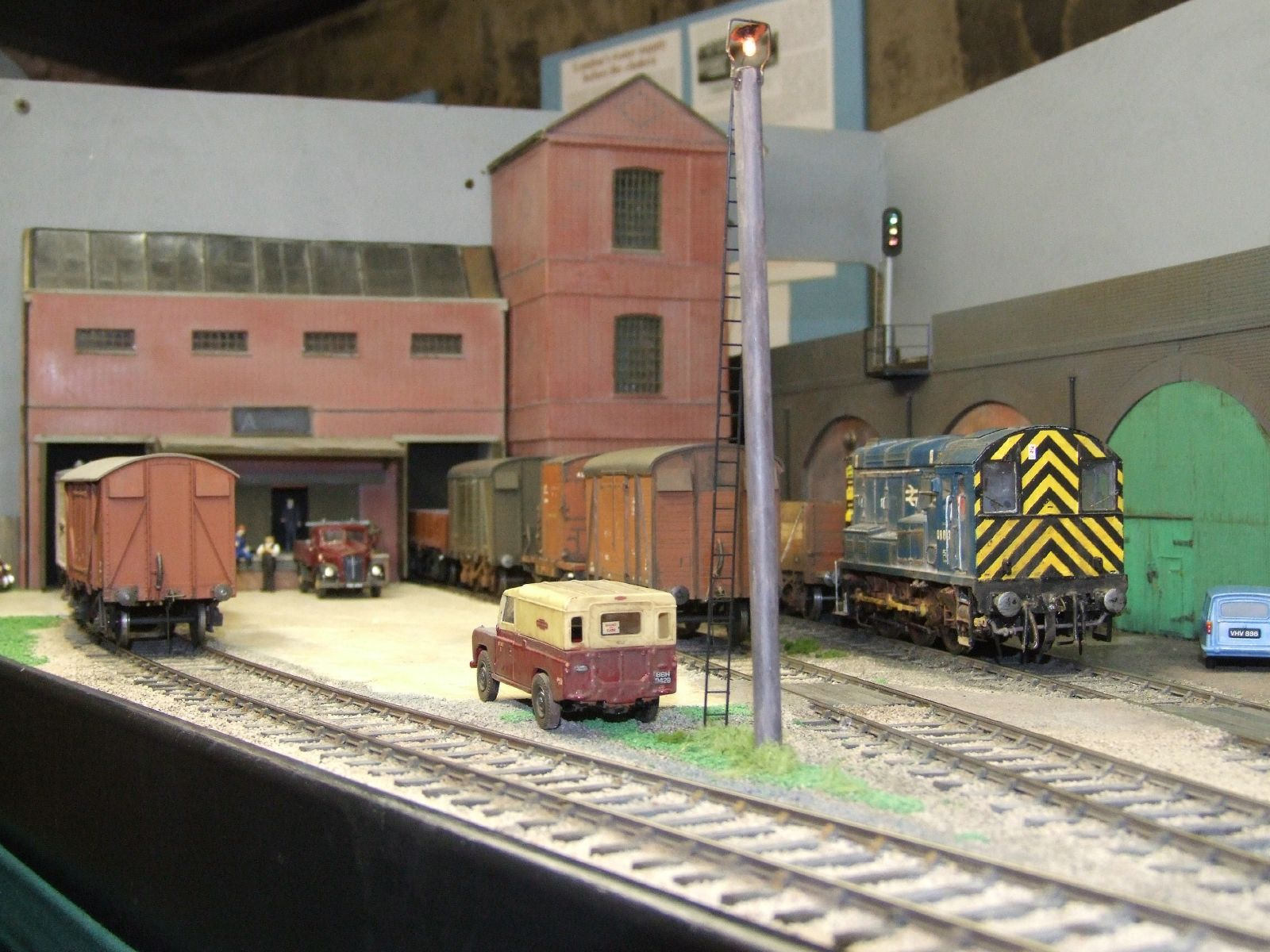
Plastico in scala 0

La scala 0 (zero) è la scala di riduzione 1:43,5 nel Regno Unito, 1:43,5 e 1:45 nell'Europa continentale e 1:48 in America del Nord. 

## Descrizione
Nel modellismo ferroviario è una delle scale meno diffuse a causa dello spazio occupato da impianti e materiale rotabile.
La distanza tra le due rotaie del binario è di 32 mm, una delle più diffuse nell'automodellismo statico, che nascono dalla produzione Hornby per accompagnare i modelli ferroviari in tale scala.
La sua introduzione risale ai primi anni del XX secolo grazie al costruttore tedesco Märklin e il britannico Basset Lowke, ed ha avuto successo fino alla fine della seconda guerra mondiale quando divennero comuni le scale di riduzione maggiori.
È presente una differenza nel fattore di riduzione fra la produzione americana, ove il rapporto è di 1:48 e quella europea, quest'ultima caratterizzata da un rapporto di riduzione pari a 1:43,5 e 1:45. 
Nel modellismo ferroviario italiano, i più grandi e celebri produttori in scala 0 furono la Lima e la Rivarossi in scala di riduzione 1:45, le cui produzioni cessarono nel 1988.